# The Last Gift
The Last Gift es una novela de ficción histórica publicada en Reino Unido en 2011 por el escritor británico nacido en Zanzíbar (Tanzania) y ganador del Premio Nobel, Abdulrazak Gurnah. Es la octava novela de Gurnah y fue publicada por primera vez por Bloomsbury Publishing en 2011. La trama se centra en Abbas, un inmigrante del este de África que vive en Inglaterra, que reflexiona sobre su pasado después de sufrir un derrame cerebral.
La novela recibió críticas mixtas. Aminatta Forna, del Financial Times, la describió como «de una escala majestuosa» y elogió la narrativa de Gurnah y su análisis de las relaciones familiares. Giles Foden del The Guardian aplaudió la prosa de Gurnah. Por otra parte, un crítico de Kirkus Reviews criticó las transiciones entre el pasado y el presente y consideró que el dilema central del libro no era lo suficientemente convincente. Publishers Weekly escribió que el ritmo de la narración era a veces demasiado lento, pero elogió la trama y los temas de la mortalidad y la memoria.